# Gorish
Gorish es un sitio arqueológico perteneciente a la cultura de los yaros ubicado en el distrito de Vilcabamba, provincia de Daniel Alcides Carrión, departamento de Pasco, Perú. El complejo cuenta con construcciones de plazas, chullpas, collpas y  viviendas.